# Hypanus say
Hypanus say ist eine Stechrochenart und lebt in flachem Wasser vor den Küsten des Westatlantik zwischen New Jersey (selten auch nördlich bis Massachusetts) und Venezuela. Bei Stechrochen, die an den Küsten von Uruguay und dem nördlichen Argentinien gesichtet wurden, könnte es sich um diese Art oder um Hypanus americanus handeln.

## Merkmale
Hypanus say hat eine rautenförmige Brustflossen-Scheibe die etwas breiter als lang ist, an den Seiten gerundet und an der Schnauze in einem flachen Winkel spitz ausläuft. Er erreicht eine Körperlänge von 100 cm und eine Breite von 78 cm, wobei Weibchen größer als Männchen werden. Der Schwanz ist peitschenartig, gut eineinhalb mal so lang wie die Scheibe und hat auf der Oberseite, sowie auf der Unterseite eine gut entwickelte Falte. Auf der Oberseite des Schwanzes trägt er einen oder zwei Giftstachel. Die Oberseite der Scheibe ist graubraun, rotbraun oder grünbraun, manchmal auch mit bläulichen Flecken. Auf der Mittellinie der Oberseite finden sich einige Tuberkel und Stacheln. Die Unterseite ist weißlich, gelegentlich mit dunkleren Flecken oder einem dunkleren Scheibenrand.

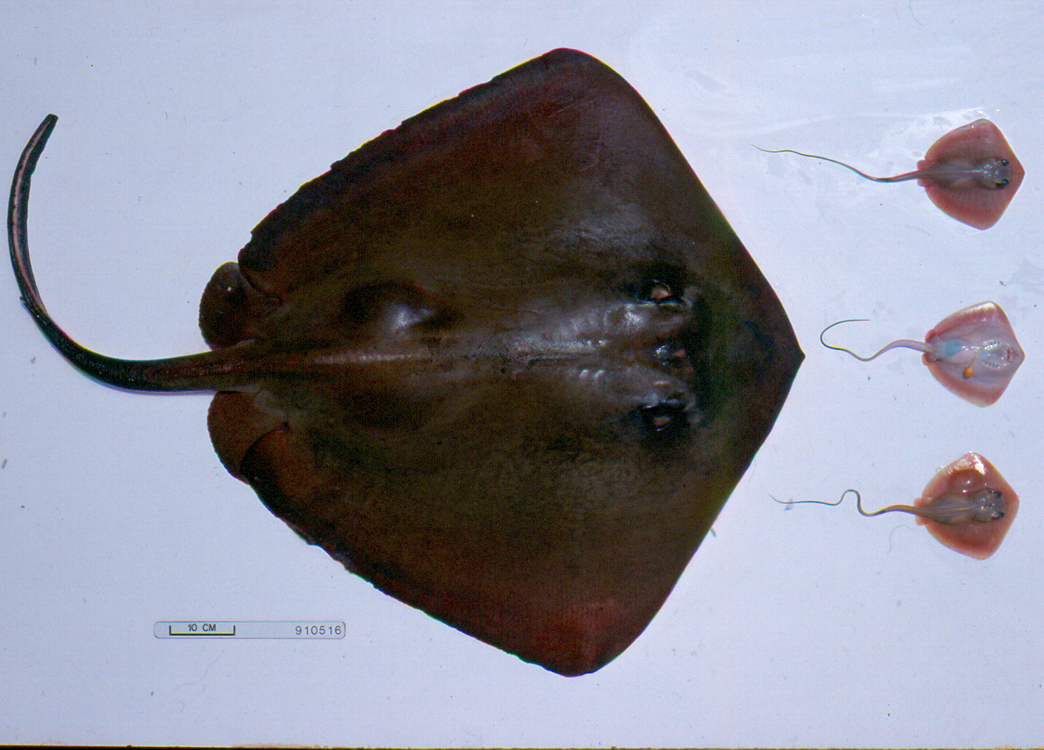
Weibchen mit drei Embryos

## Lebensweise
Der Rochen lebt an Buchten, Lagunen und Flussmündungen bodennah in Tiefen zwischen 1 und 10 m. Nachts jagt er Krustentiere, Ringelwürmer, Muscheln, Schnecken und Knochenfischen. Tagsüber gräbt er sich meist am Boden ein. Er ist ovovivipar und paart sich zwischen April und Juni. Erst im folgenden Frühling, nach einer Tragezeit von 11 bis 12 Monaten, bringen die Weibchen zwei bis vier, bei der Geburt 15 bis 16 cm lange Junge zur Welt. Im Uterus ernähren sich die Embryos zunächst vom Eidotter, dann von einer schleimigen, vom Uterus ausgeschiedenen, schleimigen Flüssigkeit die mit Fett und Proteinen angereichert ist.

## Systematik
Die Rochenart wurde im Jahr 1817 durch den französischen Naturforscher Charles-Alexandre Lesueur unter der wissenschaftlichen Bezeichnung Raja say beschrieben, später dann der Gattung Dasyatis zugeordnet. Bei einer Mitte 2016 erfolgten Revision der Dasyatidae wurde die Art in die Gattung Hypanus gestellt.